# Голуб, Никифор Гордеевич
Го́луб Ники́фор Горде́евич (1911 — 1971) — бригадир навалоотбойщиков шахты «Ново-Мушкетово» комбината «Сталинуголь», стахановец, Герой Социалистического Труда, Почётный шахтёр СССР.

## Биография
Родился в 1911 году в селе Михайловка Михайловской волости Мариупольского уезда Екатеринославской губернии (ныне село Новомихайловка Марьинской городской объединённой территориальной общины Покровского района Донецкой области Украины) в семье рабочего-шахтёра. Украинец.
Жил в поселке Евдокиевка (ныне — территория города Донецка). В 15-летнем возрасте пришёл на Петровские рудники, на шахту № 4-21, где работал его отец, который и обучил его ремеслу шахтера. Первоначально работал коногоном, затем самостоятельно стал работать в лаве. Впоследствии стал лучшим навалоотбойщиком шахты, его имя было занесено на шахтную Доску почета.
После 4-х лет службы на Тихоокеанском флоте вернулся на прежнее место работы и работал там до начала Великой Отечественной войны.
С 18 августа 1941 года — в Красной армии. Как рядовой стрелок участвовал в жестоких оборонительных боях под Кременчугом и Харьковом, под Валуйками и Купянском, в летних оборонительных боях 1942 года в Сальских степях и под Сталинградом. Был трижды ранен. В 1944–1945 годах Н. Г. Голуб в составе 5-й гвардейской механизированной бригады 2-го гвардейского механизированного корпуса в звании гвардии ефрейтора принимал участие в освобождении ряда европейских стран. С февраля 1944 года — член ВКП(б).
После демобилизации вернулся работать на родную шахту «Ново-Мушкетово» треста «Будённовуголь» и организовал бригаду навалоотбойщиков из молодёжи. За короткое время Никифор Гордеевич обучил стахановским методам работы в лаве 12 молодых шахтеров, недавно прибывших на шахту. Сам Н. Г. Голуб и его бригада в целом всегда перевыполняли плановые задания, план 1948 года был выполнен на 132 %.
Указом Президиума Верховного Совета СССР от 28 августа 1948 года за выдающиеся успехи в деле увеличения добычи угля, восстановления и строительства угольных шахт и внедрение передовых методов работы, обеспечивающих значительный рост производительности труда, Голуб Никифор Гордеевич удостоен звания Героя Социалистического Труда с вручением ордена Ленина и золотой медали «Серп и Молот».
Жил в городе Донецке. Активно участвовал в общественной жизни шахты. Горняки Донецкой области посылали его своим делегатом на 10-й Всесоюзный съезд профсоюзов в Москву в апреле 1949 года.
Умер 23 декабря 1971 года.

## Награды
Награждён орденами: Ленина (28.08.1948), Трудового Красного Знамени (12.01.1951), Славы 3-й степени; медалями, в том числе: «За отвагу» (29.05.1945), двумя «За боевые заслуги» (07.04.1944 и 17.06.1945), «За трудовую доблесть» (04.09.1948), «За оборону Сталинграда».